# Dodda Ankandhalli, Bangarapet
Dodda Ankandhalli là một làng thuộc tehsil Bangarapet, huyện Kolar, bang Karnataka, Ấn Độ.